# Googlebot
Les googlebots sont des robots d'indexation utilisés par le moteur de recherche Google afin de recenser et indexer les pages web.
Depuis 2019, Google offre une version "evergreen" de Google Bot basé sur Chromium. Google Bot va donc être mis à jour beaucoup plus régulièrement. La nouvelle version de Google Bot apporte plus d'un millier de nouvelles fonctionnalités[Lesquelles ?]. 

## Version desktop
La chaîne de caractères permettant de les identifier en tant que User-Agent est, selon la tâche qu'ils effectuent, l'une des trois suivantes :
- Googlebot/2.1 (+http://www.google.com/bot.html)
- Mozilla/5.0 (compatible; Googlebot/2.1; +http://www.google.com/bot.html)
- Googlebot-Image/1.0

## Version mobile
Il existe trois versions du user-agent de Googlebot en version mobile : 
- Pour les téléphones à clapet (feature-phone)
  - SAMSUNG-SGH-E250/1.0 Profile/MIDP-2.0 Configuration/CLDC-1.1 UP.Browser/6.2.3.3.c.1.101 (GUI) MMP/2.0 (compatible; Googlebot-Mobile/2.1; +http://www.google.com/bot.html)
  - DoCoMo/2.0 N905i(c100;TB;W24H16) (compatible; Googlebot-Mobile/2.1; +http://www.google.com/bot.html)
- Pour les smartphones
  - Mozilla/5.0 (iPhone; CPU iPhone OS 6_0 like Mac OS X) AppleWebKit/536.26 (KHTML, like Gecko) Version/6.0 Mobile/10A5376e Safari/8536.25 (compatible; Googlebot/2.1; +http://www.google.com/bot.html)[2]

Google utilise un autre type de robot, dénommé Mediabot, qui analyse le contenu des pages intégrant un encart AdSense afin de fournir une publicité pertinente par rapport au contexte.

## Maîtrise du crawl
Dans Google Outils pour les webmasters, la fonction "Analyser comme Googlebot" permet de voir une page du site telle qu'elle est indexée par le Googlebot.